# 구조 인자
결정학에서 구조 인자(構造因子, structure factor)는 주어진 결정 구조가 파동을 산란하는 모양을 나타내는 함수다. 입사 복사(incident radiation)를 산란하는 방법의 수리학적 표현이다. 엑스선이나 전자 또는 중성자 회절 실험에서 얻어진 간섭 패턴을 통해 결정 구조를 분석할 때 쓰인다.
특정 격자에서 구조 인자를 계산하기 위하여 단위 세포내의 원자의 합을 계산한다. 결정이 종종 밀러 지수라는 용어로 묘사되기에 이 용어로서 특정 구조 인자를 시험하는 데 유용하다.

## 정의
결정의 원시세포 내에 {\displaystyle \nu }개의 입자들이 {\displaystyle \mathbf {d} _{i}}에 위치한다고 하자. 그렇다면 이 결정 구조의 구조 인자 {\displaystyle S(\mathbf {K} )}는 입사 파수 변화 {\displaystyle \mathbf {K} }에 대한 복소 함수로, 다음과 같다.
{\displaystyle S(\mathbf {K} )=\sum _{i=1}^{\nu }\exp(i\mathbf {K} \cdot \mathbf {d} _{i})}.
간혹 산란하는 입자의 에너지에 따라 달라지는 동역학적 구조 인자(dynamical structure factor)를 정의하기도 한다. 이 때는 우리가 정의한 구조 인자는 기하학적 구조 인자(geometric structure factor)로 구별한다.

## 특정 격자 유형의 구조 인자

### 체심 입방체
체심 입방 구조(body-centered cubic)는 단순한 입방 구조로써, 기본 벡터 {\displaystyle (a{\hat {x}},a{\hat {y}},a{\hat {z}})}, 기저 {\displaystyle \mathbf {r} _{0}={\vec {0}}} 와 {\displaystyle \mathbf {r} _{1}={\frac {1}{2}}a({\hat {x}}+{\hat {y}}+{\hat {z}})} 로 표현 가능하다. 이에 상응하는 역격자 역시 한 변이 {\displaystyle {\frac {2\pi }{a}}}인 단순 입방 구조이다.
단일원자 결정의 경우, 모든 구조 인자는 {\displaystyle f}는 동일하다. 기본 벡터 {\displaystyle \mathbf {K} ={\frac {2\pi }{a}}(h{\hat {x}}^{*}+k{\hat {y}}^{*}+l{\hat {z}}^{*})}로 표현되는 결정의 결정면을 밀러 지수 {\displaystyle (hkl)}로 표현할 때, 산란되는 입자의 휘도는 다음과 같다.
{\displaystyle {\begin{aligned}F_{\mathbf {K} }&=f\left[e^{-i\mathbf {K} \cdot {\vec {0}}}+e^{-i\mathbf {K} \cdot (a/2)({\hat {x}}+{\hat {y}}+{\hat {z}})}\right]\\&=f\left[1+e^{-i\mathbf {K} \cdot (a/2)({\hat {x}}+{\hat {y}}+{\hat {z}})}\right]\\&=f\left[1+e^{-i\pi (h+k+l)}\right]\\&=f\left[1+(-1)^{h+k+l}\right]\\\end{aligned}}}
(이 때,  {\displaystyle e^{-i\pi }}은오일러 항등식에 의해 (-1)이다.)
그러므로 밀러 지수 {\displaystyle (hkl)}인 면에서의 산란에 의한 구조 인자는 다음과 같다:
{\displaystyle F_{hkl}={\begin{cases}2f,&h+k+l={\mbox{even}}\\0,&h+k+l={\mbox{odd}}\end{cases}}}
이 결과에 따르면, 체심 구조 결정에서의 산란 실험에서 반사되는 입자를 보기 위해서는 밀러 지수의 합이 짝수가 되어야만 한다. 그렇지 않으면 밀러 지수가 0 이 되는데, 산란되는 입자의 파동이 상쇄 간섭을 일으킨다는 것을 의미한다. 산란 각도를 증가 시킴에 따라 (즉 밀러 지수가 커짐에 따라) 구조 인자가 급감소하므로, 체심 구조 결정에서 가장 강한 산란 현상은 밀러 지수 (110)에서 발생한다. 이 (110) 방향면은 체심 구조 결정에서 가장 밀도가 높은 방향이며, 결정을 박막 구조로 성장시키는 데에 있어 가장 적은 에너지가 필요하다. 그러므로 체심 구조 박막인 철이나 텅스텐의 경우 (110) 방향성을 가진다.

### 면심 입방체
단원자 면심 입방체 ({{{2}}}) 결정의 경우, 기저를 결정하는 원자는 원점{\displaystyle \mathbf {r} _{0}={\vec {0}}} (밀러 지수 (0,0,0))과 세 면의 중심{\displaystyle \mathbf {r} _{1}=(a/2)({\hat {x}}+{\hat {y}})}, {\displaystyle \mathbf {r} _{2}=(a/2)({\hat {y}}+{\hat {z}})}, {\displaystyle \mathbf {r} _{3}=(a/2)({\hat {x}}+{\hat {z}})} (밀러 지수 (1/2,1/2,0), (0,1/2,1/2), (1/2,0,1/2))에 위치한다. 이에 따르면, 산란되는 입자의 휘도는 다음과 같다.
{\displaystyle {\begin{matrix}F_{\mathbf {K} }&=&f\left[e^{-i\mathbf {K} \cdot {\vec {0}}}+e^{-i\mathbf {K} \cdot (a/2)({\hat {x}}+{\hat {y}})}+e^{-i\mathbf {K} \cdot (a/2)({\hat {y}}+{\hat {z}})}+e^{-i\mathbf {K} \cdot (a/2)({\hat {x}}+{\hat {z}})}\right]\\&=&f\left[1+(-1)^{h+k}+(-1)^{k+l}+(-1)^{h+l}\right]\\\end{matrix}}}
구조 인자는 다음과 같다.
{\displaystyle F_{hkl}={\begin{cases}4f,&h,k,l\ \ {\mbox{all even or all odd}}\\0,&h,k,l\ \ {\mbox{mixed parity}}\end{cases}}}
면심 구조 결정에서의 산란 실험에서 가장 강한 산란 현상은 밀러 지수 (111) 방향에서 발생한다. 금과 같은 면심 구조 결정 물질은 (111) 방향에서 삼각 표면 대칭(triangular surface symmetry)으로 성장한다.
실리콘과 같은 체심 구조 결정 물질의 박막은 삼각 표면 대칭에서 성장하는 경향이 있지만, 집적회로의 웨이퍼 표면은 동등한 표면 대칭(a square surface symmetry)의 (100)방향을 가진다.

### 다이아몬드 구조체
다이아몬드, 대부분의 반도체, 주석 등은 다이아몬드 구조 결정이다. 기본 구조에는 8 개의 원자가 다음 위치에 분포한다.
{\displaystyle {\begin{aligned}\mathbf {r} _{0}&={\vec {0}}\\\mathbf {r} _{1}&={\frac {1}{4}}a({\hat {x}}+{\hat {y}}+{\hat {z}})\\\mathbf {r} _{2}&={\frac {1}{4}}a(2{\hat {x}}+2{\hat {y}})\\\mathbf {r} _{3}&={\frac {1}{4}}a(3{\hat {x}}+3{\hat {y}}+{\hat {z}})\\\mathbf {r} _{4}&={\frac {1}{4}}a(2{\hat {x}}+2{\hat {z}})\\\mathbf {r} _{5}&={\frac {1}{4}}a(2{\hat {y}}+2{\hat {z}})\\\mathbf {r} _{6}&={\frac {1}{4}}a(3{\hat {x}}+{\hat {y}}+3{\hat {z}})\\\mathbf {r} _{7}&={\frac {1}{4}}a({\hat {x}}+3{\hat {y}}+3{\hat {z}})\\\end{aligned}}}
구조 인자는 다음과 같다.
{\displaystyle {\begin{aligned}F_{\mathbf {K} }&=f{\begin{bmatrix}e^{-i\mathbf {K} \cdot {\vec {0}}}&+&e^{-i\mathbf {K} \cdot {\frac {1}{2}}a({\hat {x}}+{\hat {y}})}&+&e^{-i\mathbf {K} \cdot {\frac {1}{2}}a({\hat {y}}+{\hat {z}})}&+&e^{-i\mathbf {K} \cdot {\frac {1}{2}}a({\hat {x}}+{\hat {z}})}&+\\e^{-i\mathbf {K} \cdot {\frac {1}{4}}a({\hat {x}}+{\hat {y}}+{\hat {z}})}&+&e^{-i\mathbf {K} \cdot {\frac {1}{4}}a(3{\hat {x}}+{\hat {y}}+3{\hat {z}})}&+&e^{-i\mathbf {K} \cdot {\frac {1}{4}}a(3{\hat {x}}+3{\hat {y}}+{\hat {z}})}&+&e^{-i\mathbf {K} \cdot {\frac {1}{4}}a({\hat {x}}+3{\hat {y}}+3{\hat {z}})}\end{bmatrix}}\\&=f{\begin{bmatrix}1&+&(-1)^{h+k}&+&(-1)^{k+l}&+&(-1)^{h+l}&+\\(-i)^{h+k+l}&+&(-i)^{3h+k+3l}&+&(-i)^{3h+3k+l}&+&(-i)^{h+3k+3l}\end{bmatrix}}\\&=f\left[1+(-1)^{h+k}+(-1)^{k+l}+(-1)^{h+l}\right]\cdot \left[1+(-i)^{h+k+l}\right]\\\end{aligned}}}
이에 의하면, 밀러 지수 {\displaystyle (h,k,l)}에 짝수와 홀수가 섞여 있으면, 구조 인자는 0 이 된다. 그렇지 않을 경우,
밀러 지수 {\displaystyle (h,k,l)}가 홀수이면 {\displaystyle F=4f(1\pm i),\ FF^{*}=32f^{2}},
밀러 지수 {\displaystyle (h,k,l)}가 짝수이고 {\displaystyle h+k+l=4n} ({\displaystyle n}는 0을 포함한 자연수)를 만족하면 {\displaystyle F=8f},
밀러 지수 {\displaystyle (h,k,l)}가 짝수이고 {\displaystyle h+k+l\neq 4n} ({\displaystyle n}는 0을 포함한 자연수)이면 {\displaystyle F=0}이다.

## 참고 문헌
- Ashcroft, Neil W.; N. David Mermin (1976). 《Solid State Physics》 (영어). Holt, Rinehart and Winston. ISBN 0-03-083993-9.